# Uperodon montanus
Espèce
Synonymes
- Hylaedactylus montanus Jerdon, 1854
- Ramanella montana (Jerdon, 1854)

Statut de conservation UICN

 NT  : Quasi menacé
Uperodon montanus est une espèce d'amphibiens de la famille des Microhylidae.

## Répartition
Cette espèce est endémique des Ghâts occidentaux en Inde. Elle se rencontre dans les États du Kerala, du Tamil Nadu, du Karnataka, du Maharashtra et du Gujarat,.

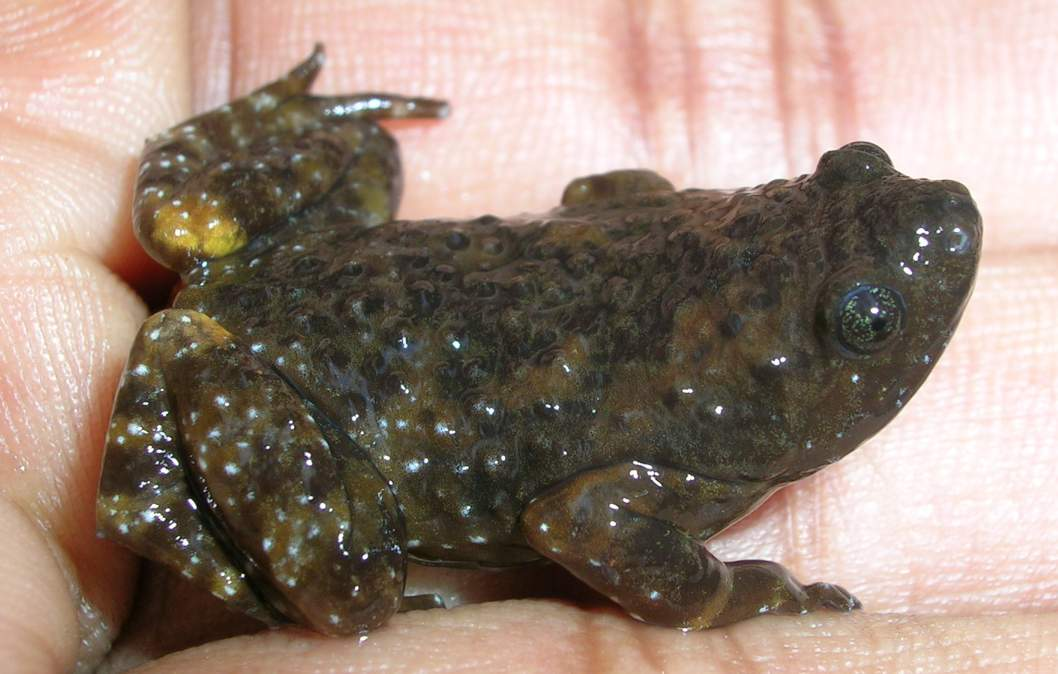
Uperodon montanus de Wynaad.

Pour Biju, Uperodon montanus représente un  complexe d'espèces. 

## Publication originale
- Jerdon, 1854 "1853" : Catalogue of Reptiles inhabiting the Peninsula of India. Journal of the Asiatic Society of Bengal, vol. 22, p. 522-534 (texte intégral).